# Convocazioni per la Coppa delle nazioni africane 2021
È di seguito indicato l'elenco dei giocatori convocati da ciascuna nazionale partecipante alla Coppa delle nazioni africane 2021.

## Gruppo A

### Camerun
Lista dei convocati resa nota il 22 dicembre 2021.
Commissario tecnico:  Toni Conceição
| N. | Pos. | Giocatore                | Data nascita (età)          | Pres. | Reti | Squadra            |
| -- | ---- | ------------------------ | --------------------------- | ----- | ---- | ------------------ |
| 1  | P    | Jean Efala               | 22 agosto 1992 (29 anni)    | 5     | 0    | Akwa Utd           |
| 2  | D    | Enzo Ebosse              | 11 marzo 1999 (22 anni)     | 0     | 0    | Angers             |
| 3  | A    | Moumi Ngamaleu           | 9 giugno 1994 (27 anni)     | 32    | 4    | Young Boys         |
| 4  | D    | Harold Moukoudi          | 27 novembre 1997 (24 anni)  | 8     | 0    | Saint-Étienne      |
| 5  | D    | Michael Ngadeu-Ngadjui   | 23 novembre 1990 (31 anni)  | 44    | 4    | Gent               |
| 6  | D    | Ambroise Oyongo          | 22 giugno 1991 (30 anni)    | 48    | 2    | Montpellier        |
| 7  | A    | Clinton N'Jie            | 15 agosto 1993 (28 anni)    | 36    | 10   | Dinamo Mosca       |
| 8  | C    | André Zambo Anguissa     | 16 novembre 1995 (26 anni)  | 35    | 5    | Napoli             |
| 9  | A    | Stéphane Bahoken         | 28 maggio 1992 (29 anni)    | 19    | 3    | Angers             |
| 10 | A    | Vincent Aboubakar        | 22 gennaio 1992 (29 anni)   | 77    | 25   | Al-Nassr           |
| 11 | A    | Christian Bassogog       | 18 ottobre 1995 (26 anni)   | 37    | 6    | Shanghai Shenhua   |
| 12 | A    | Karl Toko Ekambi         | 14 settembre 1992 (29 anni) | 40    | 5    | Olympique Lione    |
| 13 | A    | Eric Maxim Choupo-Moting | 23 marzo 1989 (32 anni)     | 61    | 17   | Bayern Monaco      |
| 14 | C    | Samuel Oum Gouet         | 14 dicembre 1997 (24 anni)  | 13    | 0    | Malines            |
| 15 | C    | Pierre Kunde             | 26 luglio 1995 (26 anni)    | 24    | 1    | Olympiacos         |
| 16 | P    | Devis Epassy             | 2 febbraio 1993 (28 anni)   | 5     | 0    | OFI Creta          |
| 17 | D    | Olivier Mbaizo           | 15 agosto 1997 (24 anni)    | 8     | 0    | Philadelphia Union |
| 18 | C    | Martin Hongla            | 16 marzo 1998 (23 anni)     | 11    | 0    | Verona             |
| 19 | D    | Collins Faï              | 13 agosto 1992 (29 anni)    | 40    | 0    | Standard Liegi     |
| 20 | A    | Ignatius Ganago          | 16 febbraio 1999 (22 anni)  | 7     | 0    | Lens               |
| 21 | D    | Jean-Charles Castelletto | 26 gennaio 1995 (26 anni)   | 4     | 0    | Nantes             |
| 22 | D    | Jérôme Onguéné           | 22 dicembre 1997 (24 anni)  | 8     | 0    | Salisburgo         |
| 23 | P    | Simon Omossola           | 5 maggio 1998 (23 anni)     | 3     | 0    | Vita Club          |
| 24 | P    | André Onana              | 2 aprile 1996 (25 anni)     | 20    | 0    | Ajax               |
| 25 | D    | Nouhou Tolo              | 23 giugno 1997 (24 anni)    | 6     | 0    | Seattle Sounders   |
| 26 | C    | Jean Onana               | 8 gennaio 2000 (22 anni)    | 3     | 0    | Bordeaux           |
| 27 | C    | James Lea Siliki         | 12 giugno 1996 (25 anni)    | 7     | 0    | Middlesbrough      |
| 28 | C    | Yvan Neyou               | 3 gennaio 1997 (25 anni)    | 3     | 0    | Saint-Étienne      |

### Burkina Faso
Lista dei convocati resa nota il 3 gennaio 2022.
Commissario tecnico:  Kamou Malo
| N. | Pos. | Giocatore              | Data nascita (età)          | Pres. | Reti | Squadra           |
| -- | ---- | ---------------------- | --------------------------- | ----- | ---- | ----------------- |
| 1  | P    | Aboubacar Sawadogo     | 10 agosto 1989 (32 anni)    | 17    | 0    | R.C. Kadiogo      |
| 2  | A    | Djibril Ouattara       | 19 settembre 1999 (22 anni) | 3     | 0    | Olympique de Safi |
| 3  | D    | Oula Abass Traoré      | 29 settembre 1995 (26 anni) | 7     | 0    | Horoya            |
| 4  | D    | Soumaïla Ouattara      | 4 luglio 1995 (26 anni)     | 4     | 0    | Raja Casablanca   |
| 5  | D    | Patrick Malo           | 18 febbraio 1992 (29 anni)  | 20    | 0    | Hassania Agadir   |
| 6  | C    | Saïdou Simporé         | 31 agosto 1992 (29 anni)    | 8     | 1    | Al-Ittihad        |
| 7  | C    | Eric Traoré            | 21 maggio 1996 (25 anni)    | 10    | 1    | Pyramids          |
| 8  | C    | Dramane Nikièma        | 17 ottobre 1988 (33 anni)   | 6     | 0    | Horoya            |
| 9  | D    | Issa Kaboré            | 12 maggio 2001 (20 anni)    | 15    | 1    | Troyes            |
| 10 | A    | Bertrand Traoré        | 6 settembre 1995 (26 anni)  | 59    | 12   | Aston Villa       |
| 11 | A    | Mohamed Konaté         | 12 dicembre 1997 (24 anni)  | 11    | 2    | Terek Groznyj     |
| 12 | D    | Edmond Tapsoba         | 2 febbraio 1999 (22 anni)   | 16    | 0    | Bayer Leverkusen  |
| 13 | D    | Hermann Nikièma        | 30 novembre 1988 (33 anni)  | 5     | 1    | Salitas           |
| 14 | D    | Issoufou Dayo          | 6 agosto 1991 (30 anni)     | 53    | 5    | RS Berkane        |
| 15 | A    | Abdoul Tapsoba         | 23 agosto 2001 (20 anni)    | 7     | 5    | Standard Liegi    |
| 16 | P    | Koffi Kouakou          | 16 ottobre 1996 (25 anni)   | 36    | 0    | Charleroi         |
| 17 | A    | Zakaria Sanogo         | 11 dicembre 1996 (25 anni)  | 19    | 0    | Ararat-Armenia    |
| 18 | C    | Ismahila Ouédraogo     | 5 novembre 1999 (22 anni)   | 10    | 0    | PAOK              |
| 19 | A    | Boureima Hassane Bandé | 30 ottobre 1998 (23 anni)   | 11    | 0    | Istria 1961       |
| 20 | C    | Gustavo Sangaré        | 8 novembre 1996 (25 anni)   | 5     | 0    | Quevilly-Rouen    |
| 21 | C    | Cyrille Bayala         | 24 maggio 1996 (25 anni)    | 29    | 3    | Ajaccio           |
| 22 | C    | Blati Touré            | 4 agosto 1994 (27 anni)     | 20    | 0    | AFC Eskilstuna    |
| 23 | P    | Farid Ouédraogo        | 26 dicembre 1996 (25 anni)  | 2     | 0    | USFAN             |
| 24 | C    | Adama Guira            | 24 aprile 1988 (33 anni)    | 31    | 0    | Racing Rioja      |
| 25 | D    | Steeve Yago            | 16 dicembre 1992 (29 anni)  | 55    | 0    | Arīs Limassol     |
| 26 | A    | Kouamé Botué           | 7 agosto 2002 (19 anni)     | 3     | 0    | Ajaccio           |
| 27 | P    | Kilian Nikièma         | 22 giugno 2003 (18 anni)    | 0     | 0    | ADO Den Haag      |
| 28 | A    | Dango Ouattara         | 11 febbraio 2002 (19 anni)  | 0     | 0    | Lorient           |

### Etiopia
Lista dei convocati resa nota il 24 dicembre 2021.
Commissario tecnico:  Wubetu Abate
| N. | Pos. | Giocatore            | Data nascita (età)          | Pres. | Reti | Squadra          |
| -- | ---- | -------------------- | --------------------------- | ----- | ---- | ---------------- |
| 1  | P    | Jemal Tassew         | 27 aprile 1989 (32 anni)    | 34    | 0    | Fasil Kenema     |
| 2  | D    | Suleman Hamid        | 20 ottobre 1997 (24 anni)   | 9     | 0    | St. George       |
| 3  | C    | Mesud Mohammed       | 18 febbraio 1990 (31 anni)  | 22    | 3    | Jimma Aba Jifar  |
| 4  | D    | Mignot Debebe        | 2 settembre 1995 (26 anni)  | 4     | 0    | St. George       |
| 5  | D    | Desta Yohannes       | 17 aprile 1998 (23 anni)    | 8     | 0    | Adama City       |
| 6  | C    | Gatoch Panom         | 30 novembre 1994 (27 anni)  | 42    | 7    | St. George       |
| 7  | C    | Surafel Dagnachew    | 11 settembre 1997 (24 anni) | 16    | 2    | Fasil Kenema     |
| 8  | C    | Amanuel Yohannes     | 14 marzo 1999 (22 anni)     | 14    | 0    | Ethiopian Coffee |
| 9  | A    | Getaneh Kebede       | 2 aprile 1992 (29 anni)     | 61    | 32   | Wolkite City     |
| 10 | A    | Abubeker Nasir       | 23 febbraio 2000 (21 anni)  | 15    | 4    | Ethiopian Coffee |
| 11 | A    | Amanuel Gebremichael | 5 febbraio 1999 (22 anni)   | 25    | 4    | St. George       |
| 12 | C    | Yihun Endashew       | 5 novembre 1992 (29 anni)   | 13    | 0    | Fasil Kenema     |
| 13 | C    | Firew Solomon        | 18 settembre 1992 (29 anni) | 9     | 0    | Sidama Coffee    |
| 14 | C    | Fitsum Alemu         | 15 luglio 1995 (26 anni)    | 4     | 0    | Bahir Dar Kenema |
| 15 | D    | Aschalew Tamene      | 22 novembre 1991 (30 anni)  | 57    | 3    | Fasil Kenema     |
| 16 | D    | Yared Bayeh          | 22 gennaio 1995 (26 anni)   | 25    | 1    | Fasil Kenema     |
| 17 | C    | Bezabeh Meleyo       | 26 giugno 1995 (26 anni)    | 4     | 0    | Fasil Kenema     |
| 18 | C    | Shimelis Bekele      | 17 ottobre 1990 (31 anni)   | 66    | 10   | El-Gouna         |
| 19 | A    | Shimeket Gugesa      | 1º gennaio 1995 (27 anni)   | 17    | 0    | Fasil Kenema     |
| 20 | D    | Ramadan Yusef        | 12 febbraio 2001 (20 anni)  | 19    | 0    | Wolkite City     |
| 21 | D    | Asrat Tonjo          | 29 novembre 1996 (25 anni)  | 8     | 0    | Ethiopian Coffee |
| 22 | P    | Teklemariam Shanko   | 2 gennaio 1998 (24 anni)    | 11    | 0    | Ethiopian Coffee |
| 23 | P    | Fasil Gebremichael   | 17 ottobre 2000 (21 anni)   | 5     | 0    | Bahir Dar Kenema |
| 24 | A    | Mesfin Tafesse       | 26 novembre 2001 (20 anni)  | 8     | 2    | Awassa City      |
| 25 | D    | Ahmed Reshid         | 11 dicembre 1998 (23 anni)  | 13    | 0    | Bahir Dar Kenema |
| 26 | A    | Mujib Kassim         | 19 ottobre 1995 (26 anni)   | 16    | 0    | JS Kabylie       |
| 27 | A    | Dawa Hotessa         | 9 marzo 1996 (25 anni)      | 8     | 1    | Adama City       |
| 28 | P    | Firew Getahun        | 8 settembre 1996 (25 anni)  | 0     | 0    | Dire Dawa City   |

### Capo Verde
Lista dei convocati resa nota il 23 dicembre 2021. Il 3 gennaio 2022 Delmirò ed Elber Évora vengono aggiunti alla lista dei convocati per completare il limite massimo consentito di 28 giocatori, mentre il 7 gennaio 2022 Djaniny viene sostituito per infortunio da Vagner Gonçalves.
Commissario tecnico:  Bubista
| N. | Pos. | Giocatore              | Data nascita (età)         | Pres. | Reti | Squadra             |
| -- | ---- | ---------------------- | -------------------------- | ----- | ---- | ------------------- |
| 1  | P    | Vozinha                | 3 giugno 1986 (35 anni)    | 51    | 0    | AEL Limassol        |
| 2  | D    | Stopira                | 20 maggio 1988 (33 anni)   | 45    | 2    | Fehérvár            |
| 3  | D    | Diney                  | 17 gennaio 1995 (26 anni)  | 6     | 0    | FAR Rabat           |
| 4  | D    | Roberto Lopes          | 17 giugno 1992 (29 anni)   | 8     | 0    | Shamrock Rovers     |
| 5  | C    | Nuno Borges            | 31 marzo 1988 (33 anni)    | 8     | 0    | Casa Pia            |
| 6  | C    | Marco Soares           | 16 giugno 1984 (37 anni)   | 52    | 3    | Arouca              |
| 7  | C    | Patrick Andrade        | 9 febbraio 1993 (28 anni)  | 8     | 0    | Qarabağ             |
| 8  | A    | Lisandro Semedo        | 12 marzo 1996 (25 anni)    | 8     | 1    | Fortuna Sittard     |
| 9  | A    | Gilson Tavares         | 29 dicembre 2001 (20 anni) | 4     | 0    | Estoril Praia       |
| 10 | C    | Jamiro Monteiro        | 28 novembre 1993 (28 anni) | 12    | 1    | Philadelphia Union  |
| 11 | A    | Garry Mendes Rodrigues | 27 novembre 1990 (31 anni) | 38    | 6    | Olympiacos          |
| 12 | P    | Márcio Rosa            | 23 febbraio 1997 (24 anni) | 2     | 0    | Cova da Piedade     |
| 13 | D    | Steve Furtado          | 22 novembre 1994 (27 anni) | 8     | 0    | Beroe               |
| 14 | D    | Carlos Ponck           | 13 gennaio 1995 (26 anni)  | 18    | 0    | İstanbul Başakşehir |
| 15 | A    | Willis Furtado         | 4 settembre 1997 (24 anni) | 3     | 0    | Jerv                |
| 16 | D    | Dylan Tavares          | 30 agosto 1996 (25 anni)   | 8     | 1    | Neuchâtel Xamax     |
| 17 | D    | Steven Fortès          | 17 aprile 1992 (29 anni)   | 8     | 0    | Ostenda             |
| 18 | C    | Kenny Rocha Santos     | 3 gennaio 2000 (22 anni)   | 10    | 0    | Ostenda             |
| 19 | A    | Júlio Tavares          | 19 novembre 1988 (33 anni) | 42    | 6    | Al-Faisaly          |
| 20 | A    | Ryan Mendes            | 8 gennaio 1990 (32 anni)   | 55    | 12   | Al-Nasr             |
| 21 | A    | Vagner Gonçalves       | 10 gennaio 1996 (25 anni)  | 5     | 1    | Sion                |
| 22 | D    | Jeffrey Fortes         | 22 marzo 1989 (32 anni)    | 21    | 0    | De Graafschap       |
| 23 | P    | Keven Ramos            | 1º gennaio 2002 (20 anni)  | 0     | 0    | Mindelense          |
| 24 | C    | João Paulo             | 26 maggio 1998 (23 anni)   | 1     | 0    | Feirense            |
| 25 | A    | Willy Semedo           | 27 aprile 1994 (27 anni)   | 3     | 0    | Pafos               |
| 26 | C    | Nenass                 | 5 luglio 1995 (26 anni)    | 1     | 0    | Aalesund            |
| 27 | D    | Delmirò                | 29 agosto 1988 (33 anni)   | 1     | 0    | AEL Limassol        |
| 28 | P    | Elber Évora            | 2 dicembre 1999 (22 anni)  | 0     | 0    | AEL Limassol        |

## Gruppo B

### Senegal
Lista dei convocati resa nota il 24 dicembre 2021. Il 5 gennaio 2022 viene aggiunto Alioune Badara Faty alla lista dei convocati per completare il limite massimo consentito di 28 giocatori.
Commissario tecnico:  Aliou Cissé
| N. | Pos. | Giocatore           | Data nascita (età)          | Pres. | Reti | Squadra             |
| -- | ---- | ------------------- | --------------------------- | ----- | ---- | ------------------- |
| 1  | P    | Seny Dieng          | 23 novembre 1994 (27 anni)  | 1     | 0    | QPR                 |
| 2  | D    | Saliou Ciss         | 15 settembre 1989 (32 anni) | 29    | 0    | Nancy               |
| 3  | D    | Kalidou Koulibaly   | 20 giugno 1991 (30 anni)    | 53    | 0    | Napoli              |
| 4  | D    | Pape Abou Cissé     | 14 settembre 1995 (26 anni) | 6     | 1    | Olympiacos          |
| 5  | C    | Idrissa Gueye       | 26 settembre 1989 (32 anni) | 84    | 6    | Paris Saint-Germain |
| 6  | C    | Nampalys Mendy      | 23 giugno 1992 (29 anni)    | 8     | 0    | Leicester City      |
| 7  | A    | Keita Baldé         | 8 marzo 1995 (26 anni)      | 36    | 6    | Cagliari            |
| 8  | C    | Cheikhou Kouyaté    | 21 dicembre 1989 (32 anni)  | 73    | 3    | Crystal Palace      |
| 9  | A    | Boulaye Dia         | 16 novembre 1996 (25 anni)  | 9     | 1    | Villarreal          |
| 10 | A    | Sadio Mané          | 10 aprile 1992 (29 anni)    | 80    | 26   | Liverpool           |
| 11 | A    | Habib Diallo        | 18 giugno 1995 (26 anni)    | 10    | 2    | Strasburgo          |
| 12 | D    | Fodé Ballo-Touré    | 3 gennaio 1997 (25 anni)    | 8     | 0    | Milan               |
| 13 | C    | Joseph Lopy         | 15 marzo 1992 (29 anni)     | 5     | 0    | Sochaux             |
| 14 | D    | Abdoulaye Seck      | 4 giugno 1992 (29 anni)     | 5     | 0    | Anversa             |
| 15 | A    | Bamba Dieng         | 23 marzo 2000 (21 anni)     | 3     | 0    | Olympique Marsiglia |
| 16 | P    | Edouard Mendy       | 1º marzo 1992 (29 anni)     | 16    | 0    | Chelsea             |
| 17 | C    | Pape Matar Sarr     | 14 settembre 2002 (19 anni) | 4     | 0    | Metz                |
| 18 | A    | Ismaïla Sarr        | 25 febbraio 1998 (23 anni)  | 40    | 9    | Watford             |
| 19 | A    | Famara Diedhiou     | 15 dicembre 1992 (29 anni)  | 18    | 9    | Alanyaspor          |
| 20 | D    | Bouna Sarr          | 31 gennaio 1992 (29 anni)   | 4     | 0    | Bayern Monaco       |
| 21 | D    | Ibrahima Mbaye      | 19 novembre 1994 (27 anni)  | 5     | 0    | Bologna             |
| 22 | D    | Abdou Diallo        | 4 maggio 1996 (25 anni)     | 7     | 1    | Paris Saint-Germain |
| 23 | P    | Alfred Gomis        | 5 settembre 1993 (28 anni)  | 13    | 0    | Rennes              |
| 24 | C    | Moustapha Name      | 5 maggio 1995 (26 anni)     | 5     | 0    | Paris FC            |
| 25 | C    | Mamadou Loum        | 30 dicembre 1996 (25 anni)  | 2     | 0    | Alavés              |
| 26 | C    | Pape Gueye          | 24 gennaio 1999 (22 anni)   | 1     | 0    | Olympique Marsiglia |
| 27 | A    | Mame Baba Thiam     | 9 ottobre 1992 (29 anni)    | 3     | 0    | Kayserispor         |
| 28 | P    | Alioune Badara Faty | 3 maggio 1999 (22 anni)     | 0     | 0    | Casa Sports         |

### Zimbabwe
Lista dei convocati resa nota il 29 dicembre 2021.
Commissario tecnico:  Norman Mapeza
| N. | Pos. | Giocatore            | Data nascita (età)          | Pres. | Reti | Squadra             |
| -- | ---- | -------------------- | --------------------------- | ----- | ---- | ------------------- |
| 1  | P    | Petros Mhari         | 15 aprile 1989 (32 anni)    | 2     | 0    | Platinum            |
| 2  | D    | Godknows Murwira     | 4 luglio 1993 (28 anni)     | 2     | 0    | Dynamos             |
| 3  | D    | Jordan Zemura        | 14 novembre 1999 (22 anni)  | 4     | 0    | Bournemouth         |
| 4  | C    | Kelvin Madzongwe     | 1º maggio 1990 (31 anni)    | 7     | 0    | Platinum            |
| 5  | D    | Gerald Takwara       | 29 ottobre 1994 (27 anni)   | 11    | 0    | Venda Academy       |
| 6  | D    | Alec Mudimu          | 8 aprile 1995 (26 anni)     | 26    | 0    | T'orp'edo Kutaisi   |
| 7  | C    | Ishmael Wadi         | 19 dicembre 1992 (29 anni)  | 4     | 0    | JDR Stars           |
| 8  | C    | Kundai Benyu         | 12 dicembre 1997 (24 anni)  | 2     | 0    | Vestri              |
| 9  | A    | David Moyo           | 17 dicembre 1994 (27 anni)  | 5     | 0    | Hamilton Academical |
| 10 | A    | Tino Kadewere        | 5 gennaio 1996 (26 anni)    | 18    | 3    | Olympique Lione     |
| 11 | C    | Never Tigere         | 16 dicembre 1990 (31 anni)  | 4     | 1    | Azam                |
| 12 | D    | Bruce Kangwa         | 24 febbraio 1988 (33 anni)  | 15    | 0    | Azam                |
| 13 | C    | Thabani Kamusoko     | 2 marzo 1988 (33 anni)      | 17    | 0    | ZESCO Utd           |
| 14 | D    | Onismor Bhasera      | 7 gennaio 1986 (36 anni)    | 41    | 0    | SuperSport Utd      |
| 15 | D    | Teenage Hadebe       | 17 settembre 1995 (26 anni) | 32    | 3    | Houston Dynamo      |
| 16 | C    | Kudakwashe Mahachi   | 29 settembre 1993 (28 anni) | 41    | 4    | SuperSport Utd      |
| 17 | A    | Knowledge Musona     | 21 giugno 1990 (31 anni)    | 48    | 23   | Al-Tai              |
| 18 | A    | Prince Dube          | 17 febbraio 1997 (24 anni)  | 12    | 7    | Azam                |
| 19 | A    | Admiral Muskwe       | 21 agosto 1998 (23 anni)    | 31    | 1    | Luton Town          |
| 20 | D    | Peter Muduhwa        | 11 agosto 1993 (28 anni)    | 10    | 0    | Highlanders         |
| 21 | P    | Talbert Shumba       | 12 maggio 1990 (31 anni)    | 10    | 0    | Free State Stars    |
| 22 | D    | Takudzwa Chimwemwe   | 26 ottobre 1992 (29 anni)   | 9     | 0    | Nkana               |
| 23 | P    | Martín Mapisa        | 25 maggio 1998 (23 anni)    | 2     | 0    | Zamora FC           |
| 24 | C    | Temptation Chiwunga  | 10 marzo 1992 (29 anni)     | 0     | 0    | JDR Stars           |
| 25 | C    | Bill Antonio         | 3 settembre 2002 (19 anni)  | 1     | 0    | Dynamos             |
| 26 | A    | Panashe Mutimbanyoka | 21 febbraio 2002 (19 anni)  | 0     | 0    | Platinum            |

### Guinea
Lista dei convocati resa nota il 22 dicembre 2021. Il 26 dicembre 2021, Antoine Conte e Florentin Pogba vengono sostituiti per infortunio da Fodé Camara e Gaoussou Youssouf Siby.
Commissario tecnico:  Kaba Diawara
| N. | Pos. | Giocatore              | Data nascita (età)          | Pres. | Reti | Squadra       |
| -- | ---- | ---------------------- | --------------------------- | ----- | ---- | ------------- |
| 1  | P    | Aly Keita              | 8 dicembre 1986 (35 anni)   | 18    | 0    | Östersund     |
| 2  | C    | Morlaye Sylla          | 27 luglio 1998 (23 anni)    | 17    | 3    | Horoya        |
| 3  | D    | Issiaga Sylla          | 1º gennaio 1994 (28 anni)   | 61    | 2    | Tolosa        |
| 4  | D    | Ibrahima Conté         | 3 aprile 1996 (25 anni)     | 13    | 0    | Niort         |
| 5  | D    | Saïdou Sow             | 4 luglio 2002 (19 anni)     | 7     | 0    | Saint-Étienne |
| 6  | C    | Amadou Diawara         | 17 luglio 1997 (24 anni)    | 18    | 0    | Roma          |
| 7  | C    | Ibrahima Cissé         | 28 febbraio 1994 (27 anni)  | 12    | 1    | Seraing       |
| 8  | C    | Naby Keïta             | 10 febbraio 1995 (26 anni)  | 44    | 8    | Liverpool     |
| 9  | A    | José Kanté             | 27 settembre 1990 (31 anni) | 21    | 4    | Qairat        |
| 10 | A    | Morgan Guilavogui      | 10 marzo 1998 (23 anni)     | 2     | 0    | Paris FC      |
| 11 | A    | Mohamed Bayo           | 4 giugno 1998 (23 anni)     | 5     | 2    | Clermont Foot |
| 12 | C    | Ibrahima Conté         | 3 aprile 1991 (30 anni)     | 53    | 4    | Bnei Sakhnin  |
| 13 | D    | Mohamed Ali Camara     | 28 agosto 1997 (24 anni)    | 10    | 0    | Young Boys    |
| 14 | C    | Ilaix Moriba           | 19 gennaio 2003 (18 anni)   | 0     | 0    | RB Lipsia     |
| 15 | D    | Mikael Dyrestam        | 10 dicembre 1991 (30 anni)  | 8     | 0    | Sarpsborg 08  |
| 16 | P    | Moussa Camara          | 27 novembre 1998 (23 anni)  | 18    | 0    | Horoya        |
| 17 | D    | Ousmane Kanté          | 21 settembre 1989 (32 anni) | 8     | 0    | Paris FC      |
| 18 | A    | Seydouba Soumah        | 11 giugno 1991 (30 anni)    | 36    | 9    | Kuwait SC     |
| 19 | C    | Mamadou Kane           | 22 gennaio 1997 (24 anni)   | 12    | 2    | Neftçi Baku   |
| 20 | D    | Pa Konate              | 25 aprile 1994 (27 anni)    | 5     | 0    | Botev Plovdiv |
| 21 | A    | Sory Kaba              | 10 aprile 1995 (26 anni)    | 16    | 3    | OH Lovanio    |
| 22 | P    | Ibrahim Koné           | 5 dicembre 1989 (32 anni)   | 5     | 0    | Hibernians    |
| 23 | C    | Aguibou Camara         | 20 maggio 2001 (20 anni)    | 9     | 1    | Olympiacos    |
| 24 | C    | Mory Konaté            | 15 novembre 1993 (28 anni)  | 0     | 0    | Sint-Truiden  |
| 25 | A    | Lamarana Diallo        | 19 settembre 1994 (27 anni) | 0     | 0    | Grenoble      |
| 26 | D    | Fodé Camara            | 23 giugno 2002 (19 anni)    | 0     | 0    | PAE Chania    |
| 27 | D    | Gaoussou Youssouf Siby | 15 aprile 2000 (21 anni)    | 0     | 0    | Wakriya       |

### Malawi
Lista dei convocati resa nota il 1º gennaio 2022.
Commissario tecnico:  Meke Mwase
| N. | Pos. | Giocatore                 | Data nascita (età)          | Pres. | Reti | Squadra           |
| -- | ---- | ------------------------- | --------------------------- | ----- | ---- | ----------------- |
| 1  | P    | Charles Thomu             | 24 gennaio 1999 (22 anni)   | 0     | 0    | Silver Strikers   |
| 2  | D    | Stanley Sanudi            | 2 febbraio 1995 (26 anni)   | 59    | 0    | Mighty Wanderers  |
| 3  | C    | Charles Petro             | 8 febbraio 2001 (20 anni)   | 23    | 0    | Sheriff Tiraspol  |
| 4  | D    | Peter Cholopi             | 19 agosto 1996 (25 anni)    | 15    | 0    | Mighty Wanderers  |
| 5  | D    | Dennis Chembezi           | 15 gennaio 1997 (24 anni)   | 25    | 0    | Polokwane City    |
| 6  | C    | Chikoti Chirwa            | 9 marzo 1992 (29 anni)      | 26    | 2    | Red Lions         |
| 7  | C    | Micium Mhone              | 19 gennaio 1992 (29 anni)   | 39    | 3    | Blue Eagles       |
| 8  | C    | Chimwemwe Idana           | 7 settembre 1998 (23 anni)  | 25    | 2    | Nyasa Big Bullets |
| 9  | A    | Richard Mbulu             | 25 gennaio 1994 (27 anni)   | 33    | 5    | Baroka            |
| 10 | C    | Francisco Madinga         | 11 febbraio 2000 (21 anni)  | 7     | 0    | Dila Gori         |
| 11 | A    | Gabadinho Mhango          | 27 settembre 1992 (29 anni) | 55    | 12   | Orlando Pirates   |
| 12 | D    | Mark Fodya                | 22 dicembre 1997 (24 anni)  | 4     | 0    | Silver Strikers   |
| 13 | C    | Peter Banda               | 22 settembre 2000 (21 anni) | 15    | 0    | Simba             |
| 14 | C    | Robin Ngalande            | 2 novembre 1992 (29 anni)   | 42    | 1    | St. George        |
| 15 | D    | Lawrence Chaziya          | 19 agosto 1998 (23 anni)    | 1     | 0    | CIVO Utd          |
| 16 | P    | Ernest Kakhobwe           | 26 giugno 1993 (28 anni)    | 24    | 0    | Nyasa Big Bullets |
| 17 | C    | John Banda                | 6 febbraio 1992 (29 anni)   | 71    | 7    | Songo             |
| 18 | C    | Zebron Kalima             | 13 maggio 2002 (19 anni)    | 1     | 0    | Silver Strikers   |
| 19 | D    | Limbikani Mzava           | 12 novembre 1993 (28 anni)  | 58    | 2    | AmaZulu           |
| 20 | C    | Yamikani Chester          | 20 dicembre 1994 (27 anni)  | 27    | 0    | Mighty Wanderers  |
| 21 | D    | Gomezgani Chirwa          | 25 settembre 1996 (25 anni) | 14    | 0    | Nyasa Big Bullets |
| 22 | A    | Khuda Muyaba              | 26 gennaio 1993 (28 anni)   | 18    | 4    | Polokwane City    |
| 23 | P    | William Thole             | 2 ottobre 1998 (23 anni)    | 3     | 0    | Mighty Wanderers  |
| 24 | P    | Brighton Munthali         | 11 dicembre 1997 (24 anni)  | 19    | 0    | Silver Strikers   |
| 25 | D    | Paul Ndhlovu              | 18 febbraio 1989 (32 anni)  | 0     | 0    | MAFCO             |
| 26 | A    | Stain Davie               | 23 novembre 1998 (23 anni)  | 0     | 0    | Silver Strikers   |
| 27 | C    | Gerald Phiri Jr.          | 8 giugno 1993 (28 anni)     | 44    | 10   | Al-Hilal Omdurman |
| 28 | D    | Daniel Austin Chimbalanga | 19 gennaio 1999 (22 anni)   | 0     | 0    | MAFCO             |

## Gruppo C

### Marocco
Lista dei convocati resa nota il 23 dicembre 2021. Il 28 dicembre 2021, ulteriori tre giocatori, ossia Badr Benoun, Mohamed Chibi e Soufiane Rahimi, sono stati aggregati alla lista dei convocati, mentre il 31 dicembre 2021 Anas Zniti viene sostituito per infortunio da Ahmed Reda Tagnaouti. Il 10 gennaio 2022 Badr Benoun viene sostituito per infortunio da Achraf Bencharki.
Commissario tecnico:  Vahid Halilhodžić
| N. | Pos. | Giocatore             | Data nascita (età)          | Pres. | Reti | Squadra               |
| -- | ---- | --------------------- | --------------------------- | ----- | ---- | --------------------- |
| 1  | P    | Yassine Bounou        | 5 aprile 1991 (30 anni)     | 35    | 0    | Siviglia              |
| 2  | D    | Achraf Hakimi         | 4 novembre 1998 (23 anni)   | 41    | 5    | Paris Saint-Germain   |
| 3  | D    | Adam Masina           | 2 gennaio 1994 (28 anni)    | 7     | 0    | Watford               |
| 4  | C    | Sofyan Amrabat        | 21 agosto 1996 (25 anni)    | 27    | 0    | Fiorentina            |
| 5  | D    | Nayef Aguerd          | 30 marzo 1996 (25 anni)     | 12    | 1    | Rennes                |
| 6  | D    | Romain Saïss          | 26 marzo 1990 (31 anni)     | 53    | 1    | Wolverhampton         |
| 7  | C    | Imrân Louza           | 1º maggio 1999 (22 anni)    | 5     | 2    | Watford               |
| 8  | C    | Azzedine Ounahi       | 19 aprile 2000 (21 anni)    | 0     | 0    | Angers                |
| 9  | A    | Ayoub El Kaabi        | 25 giugno 1993 (28 anni)    | 15    | 7    | Hatayspor             |
| 10 | A    | Munir El Haddadi      | 1º settembre 1995 (26 anni) | 8     | 2    | Siviglia              |
| 11 | C    | Fayçal Fajr           | 1º agosto 1998 (23 anni)    | 45    | 3    | Sivasspor             |
| 12 | P    | Munir Mohand Mohamedi | 10 maggio 1989 (30 anni)    | 41    | 0    | Hatayspor             |
| 13 | C    | Ilias Chair           | 30 ottobre 1997 (24 anni)   | 7     | 1    | QPR                   |
| 14 | A    | Zakaria Aboukhlal     | 18 febbraio 2000 (21 anni)  | 6     | 1    | AZ Alkmaar            |
| 15 | C    | Selim Amallah         | 15 novembre 1996 (25 anni)  | 12    | 3    | Standard Liegi        |
| 16 | C    | Aymen Barkok          | 21 maggio 1998 (23 anni)    | 14    | 1    | Eintracht Francoforte |
| 17 | A    | Sofiane Boufal        | 17 settembre 1993 (28 anni) | 22    | 1    | Angers                |
| 18 | D    | Sofian Chakla         | 2 settembre 1993 (28 anni)  | 3     | 0    | OH Lovanio            |
| 19 | A    | Youssef En-Nesyri     | 1º giugno 1997 (24 anni)    | 40    | 11   | Siviglia              |
| 20 | D    | Sofiane Alakouch      | 29 luglio 1998 (23 anni)    | 2     | 0    | Metz                  |
| 21 | D    | Souffian El Karouani  | 19 ottobre 2000 (21 anni)   | 3     | 0    | N.E.C.                |
| 22 | P    | Ahmed Reda Tagnaouti  | 5 aprile 1995 (26 anni)     | 3     | 0    | Wydad Casablanca      |
| 23 | A    | Ryan Mmaee            | 1º novembre 1997 (24 anni)  | 7     | 4    | Ferencváros           |
| 24 | D    | Samy Mmaee            | 8 settembre 1996 (25 anni)  | 5     | 0    | Ferencváros           |
| 25 | D    | Mohamed Chibi         | 21 gennaio 1993 (28 anni)   | 1     | 0    | FAR Rabat             |
| 26 | A    | Achraf Bencharki      | 24 settembre 1994 (27 anni) | 17    | 1    | Zamalek               |
| 27 | A    | Soufiane Rahimi       | 2 giugno 1996 (25 anni)     | 8     | 5    | Al-Ain                |
| 28 | A    | Tarik Tissoudali      | 2 aprile 1993 (28 anni)     | 0     | 0    | Gent                  |

### Ghana
Lista dei convocati resa nota il 3 gennaio 2022.
Commissario tecnico:  Milovan Rajevac
| N. | Pos. | Giocatore             | Data nascita (età)          | Pres. | Reti | Squadra            |
| -- | ---- | --------------------- | --------------------------- | ----- | ---- | ------------------ |
| 1  | P    | Abdul Manaf Nurudeen  | 8 febbraio 1999 (22 anni)   | 0     | 0    | Eupen              |
| 2  | D    | Andy Yiadom           | 2 dicembre 1991 (30 anni)   | 17    | 0    | Reading            |
| 3  | D    | Philomon Baffour      | 6 febbraio 2001 (20 anni)   | 0     | 0    | Dreams             |
| 4  | D    | Jonathan Mensah       | 13 luglio 1990 (31 anni)    | 67    | 1    | Columbus Crew      |
| 5  | C    | Thomas Partey         | 13 giugno 1993 (28 anni)    | 34    | 12   | Arsenal            |
| 6  | C    | Edmund Addo           | 17 maggio 2000 (21 anni)    | 1     | 0    | Sheriff Tiraspol   |
| 7  | A    | Abdul Fatawu Issahaku | 8 marzo 2004 (17 anni)      | 2     | 0    | Dreams             |
| 8  | C    | Daniel-Kofi Kyereh    | 8 marzo 1996 (25 anni)      | 5     | 0    | St. Pauli          |
| 9  | A    | Jordan Ayew           | 11 settembre 1991 (30 anni) | 73    | 18   | Crystal Palace     |
| 10 | A    | André Ayew            | 17 dicembre 1989 (32 anni)  | 100   | 22   | Al-Sadd            |
| 11 | C    | Mubarak Wakaso        | 25 luglio 1990 (31 anni)    | 67    | 13   | Shenzhen           |
| 12 | P    | Lawrence Ati-Zigi     | 29 novembre 1996 (25 anni)  | 7     | 0    | San Gallo          |
| 13 | A    | Richmond Boakye       | 28 gennaio 1993 (28 anni)   | 15    | 6    | Beitar Gerusalemme |
| 14 | D    | Gideon Mensah         | 18 luglio 1998 (23 anni)    | 6     | 0    | Bordeaux           |
| 15 | C    | Joseph Paintsil       | 01 febbraio 1998 (23 anni)  | 4     | 3    | Genk               |
| 16 | P    | Joe Wollacott         | 8 settembre 1996 (25 anni)  | 4     | 0    | Swindon Town       |
| 17 | D    | Baba Rahman           | 2 luglio 1994 (27 anni)     | 40    | 1    | Reading            |
| 18 | D    | Daniel Amartey        | 1º dicembre 1994 (27 anni)  | 33    | 0    | Leicester City     |
| 19 | A    | Samuel Owusu          | 28 marzo 1996 (25 anni)     | 15    | 1    | Al-Fayha           |
| 20 | C    | Mohammed Kudus        | 2 agosto 2000 (21 anni)     | 10    | 3    | Ajax               |
| 21 | C    | Iddrisu Baba          | 22 gennaio 1996 (25 anni)   | 11    | 0    | Maiorca            |
| 22 | A    | Kamaldeen Sulemana    | 15 febbraio 2002 (19 anni)  | 6     | 0    | Rennes             |
| 23 | D    | Alexander Djiku       | 9 agosto 1994 (27 anni)     | 11    | 0    | Strasburgo         |
| 24 | P    | Richard Attah         | 9 aprile 1995 (26 anni)     | 0     | 0    | Hearts of Oak      |
| 25 | A    | Benjamin Tetteh       | 10 luglio 1997 (24 anni)    | 2     | 0    | Yeni Malatyaspor   |
| 26 | D    | Abdul Mumin           | 6 giugno 1998 (23 anni)     | 0     | 0    | Vitória Guimarães  |
| 27 | A    | Maxwell Abbey Quaye   | 02 febbraio 1998 (23 anni)  | 0     | 0    | Great Olympics     |
| 28 | C    | David Abagna          | 9 settembre 1998 (23 anni)  | 0     | 0    | R. Tamale Utd      |

### Comore
Lista dei convocati resa nota il 23 dicembre 2021.
Commissario tecnico:  Amir Abdou
| N. | Pos. | Giocatore               | Data nascita (età)          | Pres. | Reti | Squadra            |
| -- | ---- | ----------------------- | --------------------------- | ----- | ---- | ------------------ |
| 1  | P    | Salim Ben Boina         | 19 luglio 1991 (30 anni)    | 12    | 0    | Endoume            |
| 2  | D    | Kassim Abdallah         | 9 aprile 1987 (34 anni)     | 26    | 0    | Consolat Marsiglia |
| 3  | D    | Chaker Alhadhur         | 4 dicembre 1991 (30 anni)   | 29    | 1    | Ajaccio            |
| 4  | D    | Younn Zahary            | 20 ottobre 1998 (23 anni)   | 2     | 0    | SO Cholet          |
| 5  | D    | Abdallah Ali Mohamed    | 11 aprile 1999 (22 anni)    | 11    | 0    | Stade Lausanne     |
| 6  | D    | Nadjim Abdou            | 13 luglio 1984 (37 anni)    | 33    | 0    | Martigues          |
| 7  | A    | Faïz Selemani           | 14 novembre 1993 (28 anni)  | 13    | 1    | Kortrijk           |
| 8  | C    | Fouad Bachirou          | 15 aprile 1990 (31 anni)    | 26    | 0    | Omonia             |
| 9  | A    | Mohamed M'Changama      | 9 giugno 1987 (34 anni)     | 19    | 2    | Nouadhibou         |
| 10 | C    | Youssouf M'Changama     | 29 agosto 1990 (31 anni)    | 40    | 8    | Guingamp           |
| 11 | C    | Nakibou Aboubakari      | 10 marzo 1993 (28 anni)     | 6     | 0    | Sète               |
| 12 | D    | Kassim M'Dahoma         | 26 gennaio 1997 (24 anni)   | 14    | 0    | Avranches          |
| 13 | C    | Rafidine Abdullah       | 15 gennaio 1994 (27 anni)   | 12    | 0    | Stade Lausanne     |
| 14 | A    | Ali M'Madi              | 21 aprile 1990 (31 anni)    | 28    | 0    | Épinal             |
| 15 | D    | Benjaloud Youssouf      | 11 febbraio 1994 (27 anni)  | 24    | 1    | Châteauroux        |
| 16 | P    | Moyadh Ousseni          | 2 aprile 1993 (28 anni)     | 1     | 0    | Fréjus St-Raphaël  |
| 17 | A    | Nasser Chamed           | 4 ottobre 1993 (28 anni)    | 21    | 1    | Gaz Metan Mediaș   |
| 18 | C    | Yacine Bourhane         | 30 settembre 1998 (23 anni) | 4     | 0    | Go Ahead Eagles    |
| 19 | D    | Mohamed Youssouf        | 26 marzo 1988 (33 anni)     | 26    | 1    | Ajaccio            |
| 20 | A    | Ahmed Mogni             | 10 ottobre 1991 (30 anni)   | 13    | 0    | Annecy             |
| 21 | A    | El Fardou Ben Nabouhane | 10 giugno 1989 (32 anni)    | 25    | 10   | Stella Rossa       |
| 22 | A    | Saïd Bakari             | 22 settembre 1994 (27 anni) | 16    | 0    | RKC Waalwijk       |
| 23 | P    | Ali Ahamada             | 19 agosto 1991 (30 anni)    | 26    | 0    | Brann              |
| 24 | A    | Faiz Mattoir            | 12 luglio 2000 (21 anni)    | 4     | 1    | SO Cholet          |
| 25 | A    | Djoumoi Moussa          | 16 luglio 1999 (22 anni)    | 1     | 1    | Saint-Priest       |
| 26 | C    | Iyad Mohamed            | 5 marzo 2001 (20 anni)      | 0     | 0    | Auxerre            |
| 27 | D    | Kassim Ahamada          | 18 aprile 1992 (29 anni)    | 10    | 0    | Créteil-Lusitanos  |
| 28 | D    | Alexis Souahy           | 13 gennaio 1995 (26 anni)   | 1     | 0    | New Mexico Utd     |

### Gabon
Lista dei convocati resa nota il 3 gennaio 2022.
Commissario tecnico:  Patrice Neveu
| N. | Pos. | Giocatore                       | Data nascita (età)          | Pres. | Reti | Squadra           |
| -- | ---- | ------------------------------- | --------------------------- | ----- | ---- | ----------------- |
| 1  | P    | Jean-Noël Amonome               | 24 dicembre 1997 (24 anni)  | 4     | 0    | AmaZulu           |
| 2  | D    | Alex Moussounda                 | 10 ottobre 2000 (21 anni)   | 3     | 0    | Arīs Limassol     |
| 3  | D    | Anthony Oyono                   | 12 aprile 2001 (20 anni)    | 4     | 0    | Boulogne          |
| 4  | D    | Sidney Obissa                   | 4 maggio 2000 (21 anni)     | 3     | 0    | Olympic Charleroi |
| 5  | D    | Bruno Ecuele Manga              | 16 luglio 1988 (33 anni)    | 91    | 9    | Digione           |
| 6  | D    | Johann Obiang                   | 5 luglio 1993 (28 anni)     | 38    | 0    | Rodez             |
| 7  | A    | Aaron Boupendza                 | 7 agosto 1996 (25 anni)     | 22    | 4    | Al-Arabi          |
| 8  | D    | Lloyd Palun                     | 28 novembre 1988 (33 anni)  | 66    | 0    | Bastia            |
| 9  | A    | Pierre-Emerick Aubameyang       | 18 giugno 1989 (32 anni)    | 71    | 29   | Arsenal           |
| 10 | A    | Axel Méyé                       | 6 giugno 1995 (26 anni)     | 27    | 2    | IR Tanger         |
| 11 | A    | Jim Allevinah                   | 27 febbraio 1995 (26 anni)  | 12    | 2    | Clermont Foot     |
| 12 | C    | Guélor Kanga                    | 1º agosto 1990 (31 anni)    | 52    | 2    | Stella Rossa      |
| 13 | A    | Kévin Mayi                      | 14 gennaio 1993 (28 anni)   | 3     | 0    | Ümraniyespor      |
| 14 | A    | Louis Ameka                     | 3 ottobre 1996 (25 anni)    | 19    | 0    | Maghreb Fès       |
| 15 | A    | Ulrick Eneme Ella               | 22 maggio 2001 (20 anni)    | 1     | 0    | Brighton          |
| 16 | P    | Anthony Mfa Mezui               | 7 marzo 1991 (30 anni)      | 18    | 0    | Rodange 91        |
| 17 | C    | André Biyogo Poko               | 7 marzo 1993 (28 anni)      | 66    | 3    | Altay             |
| 18 | C    | Mario Lemina                    | 1º settembre 1993 (28 anni) | 23    | 3    | Nizza             |
| 19 | C    | Serge-Junior Martinsson Ngouali | 23 gennaio 1992 (29 anni)   | 12    | 0    | HNK Gorica        |
| 20 | A    | Denis Bouanga                   | 11 novembre 1994 (27 anni)  | 25    | 7    | Saint-Étienne     |
| 21 | P    | Junior Fotso Noubi              | 20 giugno 1999 (22 anni)    | 0     | 0    | Vannes            |
| 22 | A    | Fahd Ndzengue                   | 7 luglio 2000 (21 anni)     | 2     | 0    | Tabor Sežana      |
| 23 | P    | Donald Nzé                      | 5 aprile 1992 (29 anni)     | 3     | 0    | Maniema Union     |
| 24 | D    | David Sambissa                  | 11 gennaio 1996 (25 anni)   | 2     | 0    | Cambuur           |
| 25 | D    | Junior Assoumou                 | 22 luglio 1995 (26 anni)    | 13    | 0    | Le Mans           |
| 26 | C    | Medwin Biteghé                  | 01 settembre 1996 (25 anni) | 6     | 0    | Al-Hilal Bengasi  |
| 27 | D    | Gilchrist Nguema                | 7 agosto 1996 (25 anni)     | 4     | 0    | svincolato        |
| 28 | D    | Yannis N'Gakoutou-Yapende       | 30 settembre 1998 (23 anni) | 0     | 0    | Lyon-La Duchère   |

## Gruppo D

### Nigeria
Lista dei convocati resa nota il 23 dicembre 2021. Il 31 dicembre 2021, Victor Osimhen, Emmanuel Dennis, Abdullahi Shehu e Leon Balogun vengono sostituiti rispettivamente per positività al COVID-19, divergenze tra Watford e la Federazione calcistica della Nigeria legate alla ricezione della convocazione entro i termini prestabiliti ed infortunio, da Henry Onyekuru, Peter Olayinka, Tyronne Ebuehi e Semi Ajayi. Il 6 gennaio 2022 Odion Ighalo ha dovuto rinunciare alla convocazione per mancata approvazione da parte del proprio club di appartenenza dell'Al-Shabab, non venendo tuttavia sostituito e riducendo di fatto la rosa a 27 giocatori.
Commissario tecnico:  Augustine Eguavoen
| N. | Pos. | Giocatore            | Data nascita (età)          | Pres. | Reti | Squadra          |
| -- | ---- | -------------------- | --------------------------- | ----- | ---- | ---------------- |
| 1  | P    | Maduka Okoye         | 28 agosto 1999 (22 anni)    | 12    | 0    | Sparta Rotterdam |
| 2  | D    | Ola Aina             | 8 ottobre 1996 (25 anni)    | 21    | 0    | Torino           |
| 3  | D    | Jamilu Collins       | 5 agosto 1994 (27 anni)     | 24    | 0    | Paderborn        |
| 4  | C    | Wilfred Ndidi        | 16 dicembre 1996 (25 anni)  | 43    | 0    | Leicester City   |
| 5  | D    | William Troost-Ekong | 1º settembre 1993 (28 anni) | 52    | 2    | Watford          |
| 6  | D    | Semi Ajayi           | 9 novembre 1993 (28 anni)   | 15    | 0    | West Bromwich    |
| 7  | A    | Ahmed Musa           | 14 ottobre 1992 (29 anni)   | 103   | 16   | Fatih Karagümrük |
| 8  | C    | Frank Onyeka         | 1º gennaio 1998 (24 anni)   | 4     | 0    | Brentford        |
| 10 | C    | Joe Aribo            | 21 luglio 1996 (25 anni)    | 12    | 2    | Rangers          |
| 11 | A    | Henry Onyekuru       | 5 giugno 1997 (24 anni)     | 15    | 12   | Olympiacos       |
| 12 | D    | Zaidu Sanusi         | 13 giugno 1997 (24 anni)    | 6     | 0    | Porto            |
| 13 | C    | Chidera Ejuke        | 2 gennaio 1998 (24 anni)    | 6     | 0    | CSKA Mosca       |
| 14 | A    | Kelechi Ịheanachọ    | 3 ottobre 1996 (25 anni)    | 36    | 10   | Leicester City   |
| 15 | A    | Moses Simon          | 12 luglio 1995 (26 anni)    | 43    | 5    | Nantes           |
| 16 | P    | Daniel Akpeyi        | 3 agosto 1986 (35 anni)     | 19    | 0    | Kaizer Chiefs    |
| 17 | A    | Samuel Chukwueze     | 22 maggio 1999 (22 anni)    | 19    | 3    | Villarreal       |
| 18 | A    | Alex Iwobi           | 3 maggio 1996 (25 anni)     | 50    | 9    | Everton          |
| 19 | A    | Taiwo Awoniyi        | 12 agosto 1997 (24 anni)    | 1     | 0    | Union Berlino    |
| 20 | D    | Chidozie Awaziem     | 1º gennaio 1997 (25 anni)   | 26    | 1    | Alanyaspor       |
| 21 | D    | Tyronne Ebuehi       | 16 dicembre 1995 (26 anni)  | 10    | 0    | Venezia          |
| 22 | D    | Kenneth Omeruo       | 17 ottobre 1993 (28 anni)   | 54    | 1    | Leganés          |
| 23 | P    | Francis Uzoho        | 28 ottobre 1998 (23 anni)   | 18    | 0    | Omonia           |
| 24 | A    | Sadiq Umar           | 2 febbraio 1997 (24 anni)   | 0     | 0    | Almería          |
| 25 | C    | Kelechi Nwakali      | 5 giugno 1998 (23 anni)     | 0     | 0    | Huesca           |
| 26 | D    | Olisa Ndah           | 21 gennaio 1998 (23 anni)   | 1     | 0    | Orlando Pirates  |
| 27 | P    | John Noble           | 6 giugno 1993 (28 anni)     | 0     | 0    | Enyimba          |
| 28 | A    | Peter Olayinka       | 16 novembre 1995 (26 anni)  | 2     | 0    | Slavia Praga     |

### Egitto
Lista dei convocati resa nota il 29 dicembre 2021. Il 30 dicembre 2021, ulteriori tre giocatori, ossia Marwan Hamdi, Mohamed Hamdi e Ibrahim Adel, sono stati aggregati alla lista dei convocati. Il 10 gennaio 2022 Mohamed Hamdy viene sostituito per infortunio da Marwan Dawoud.
Commissario tecnico:  Carlos Queiroz
| N. | Pos. | Giocatore            | Data nascita (età)          | Pres. | Reti | Squadra              |
| -- | ---- | -------------------- | --------------------------- | ----- | ---- | -------------------- |
| 1  | P    | Mohamed El Shenawy   | 18 dicembre 1988 (33 anni)  | 35    | 0    | Al-Ahly              |
| 2  | D    | Mohamed Abdel Monem  | 1º febbraio 1999 (22 anni)  | 2     | 0    | Future               |
| 3  | A    | Omar Kamal           | 29 settembre 1993 (28 anni) | 5     | 0    | Future               |
| 4  | C    | Amr El Solia         | 2 aprile 1990 (31 anni)     | 39    | 1    | Al-Ahly              |
| 5  | C    | Hamdy Fathy          | 29 settembre 1994 (27 anni) | 16    | 2    | Al-Ahly              |
| 6  | D    | Ahmed Hegazi         | 25 gennaio 1991 (30 anni)   | 73    | 2    | Al-Ittihad           |
| 7  | C    | Trézéguet            | 1º ottobre 1994 (27 anni)   | 48    | 7    | Aston Villa          |
| 8  | C    | Emam Ashour          | 20 febbraio 1998 (23 anni)  | 1     | 0    | Zamalek              |
| 9  | A    | Mohamed Sherif       | 4 febbraio 1996 (25 anni)   | 14    | 5    | Al-Ahly              |
| 10 | A    | Mohamed Salah        | 15 giugno 1992 (29 anni)    | 74    | 45   | Liverpool (capitano) |
| 11 | C    | Ramadan Sobhi        | 23 gennaio 1997 (24 anni)   | 34    | 2    | Pyramids             |
| 12 | D    | Ayman Ashraf         | 9 aprile 1991 (30 anni)     | 25    | 2    | Al-Ahly              |
| 13 | D    | Ahmed Abou El Fotouh | 22 marzo 1998 (23 anni)     | 13    | 1    | Zamalek              |
| 14 | A    | Mostafa Mohamed      | 28 novembre 1997 (24 anni)  | 10    | 2    | Galatasaray          |
| 15 | D    | Mahmoud Hamdy        | 1º giugno 1995 (26 anni)    | 18    | 2    | Zamalek              |
| 16 | P    | Mohamed Abougabal    | 29 gennaio 1989 (32 anni)   | 3     | 0    | Zamalek              |
| 17 | C    | Mohamed Elneny       | 11 luglio 1992 (29 anni)    | 83    | 8    | Arsenal              |
| 18 | C    | Mohanad Lasheen      | 29 maggio 1996 (25 anni)    | 5     | 0    | El Gaish             |
| 19 | C    | Abdallah Said        | 13 luglio 1985 (36 anni)    | 56    | 6    | Pyramids             |
| 20 | D    | Mahmoud Alaa Eldin   | 28 gennaio 1991 (30 anni)   | 13    | 0    | Zamalek              |
| 21 | C    | Ahmed Sayed          | 10 gennaio 1996 (25 anni)   | 13    | 1    | Zamalek              |
| 22 | A    | Omar Marmoush        | 7 febbraio 1999 (22 anni)   | 2     | 1    | Stoccarda            |
| 23 | P    | Mohamed Sobhy        | 15 luglio 1999 (22 anni)    | 0     | 0    | Pharco               |
| 24 | P    | Mahmoud Gad          | 1º ottobre 1998 (23 anni)   | 0     | 0    | ENPPI                |
| 25 | D    | Akram Tawfik         | 8 novembre 1997 (24 anni)   | 8     | 1    | Al-Ahly              |
| 26 | A    | Ibrahim Adel         | 23 aprile 2001 (20 anni)    | 1     | 0    | Pyramids             |
| 27 | D    | Marwan Dawoud        | 27 agosto 1997 (24 anni)    | 2     | 1    | ENPPI                |
| 28 | A    | Marwan Hamdi         | 15 novembre 1996 (25 anni)  | 10    | 1    | Smouha               |

### Sudan
Lista dei convocati resa nota il 5 gennaio 2022.
Commissario tecnico:  Burhan Tia
| N. | Pos. | Giocatore                | Data nascita (età)          | Pres. | Reti | Squadra               |
| -- | ---- | ------------------------ | --------------------------- | ----- | ---- | --------------------- |
| 1  | P    | Ali Abu Eshrein          | 6 dicembre 1989 (32 anni)   | 21    | 0    | Al-Hilal Omdurman     |
| 2  | D    | Muhamed Kesra            | 25 ottobre 1996 (25 anni)   | 1     | 0    | Hay Al-Arab           |
| 3  | D    | Alsadeg Hassan           | 4 settembre 1996 (25 anni)  | 1     | 0    | Al-Shorta Al-Qadarif  |
| 4  | D    | Amjed Ismaeil            | 1º gennaio 1993 (29 anni)   | 1     | 0    | Al-Ahly Shendi        |
| 5  | D    | Salah Nemer              | 5 febbraio 1992 (29 anni)   | 10    | 0    | Al-Merrikh            |
| 6  | D    | Mustafa Karshoum         | 6 dicembre 1992 (29 anni)   | 3     | 0    | Al-Merrikh            |
| 7  | D    | Mohamed Amin             | 6 novembre 1998 (23 anni)   | 1     | 0    | Motala                |
| 8  | C    | Mohamed Abdallah Hussein | 18 settembre 1998 (23 anni) | 0     | 0    | Al-Merrikh            |
| 9  | C    | Abdel Raouf              | 18 luglio 1993              | 1     | 0    | Al-Hilal Omdurman     |
| 10 | A    | Mohamed Abdelrahman      | 10 luglio 1993 (28 anni)    | 19    | 7    | Al-Hilal Omdurman     |
| 11 | C    | Jumaa Abbas              | 16 dicembre 1989 (32 anni)  | 1     | 0    | Al-Hilal Omdurman     |
| 12 | C    | Mustafa Alfadni          | 24 ottobre 1999             | 1     | 0    | Al-Hilal Omdurman     |
| 13 | D    | Awad Zaid                | 1º gennaio 1993 (29 anni)   | 0     | 0    | Al-Ahly Khartoum      |
| 14 | C    | Mohamed Al Rashed        | 1º giugno 1994 (27 anni)    | 13    | 1    | Al-Merrikh            |
| 15 | A    | Yasin Hamed              | 12 settembre 1999 (22 anni) | 6     | 0    | Nyiregyhaza Spartacus |
| 16 | P    | Ishag Adam               | 1º gennaio 1999 (23 anni)   | 1     | 0    | Al-Hilal Omdurman     |
| 17 | D    | Mazin Mohamedein         | 2 maggio 2000 (21 anni)     | 1     | 0    | Tuti SC Khartoum      |
| 18 | D    | Sharif Omer              | 19 giugno 1992 (29 anni)    | 0     | 0    | Hilal Al-Fasher       |
| 19 | C    | Dhiya Mahjoub            | 30 maggio 1995              | 16    | 0    | Al-Merrikh            |
| 20 | C    | Suliman Zakaria          | 1º gennaio 1995             | 0     | 0    | Hay Al-Arab           |
| 21 | C    | Walieldin Khedr          | 15 settembre 1995           | 18    | 0    | Al-Hilal Omdurman     |
| 22 | A    | Al-Jezoli Nouh           | 24 ottobre 2002 (19 anni)   | 8     | 0    | Al-Merrikh            |
| 23 | P    | Mohamed Mustafa          | 19 febbraio 1996 (25 anni)  | 3     | 0    | Al-Merrikh            |
| 24 | C    | Captain Bashir           | 1º giugno 1994              | 1     | 0    | Alamal Atbara         |
| 25 | A    | Musab Eisa               | 10 dicembre 1993 (28 anni)  | 1     | 0    | El Hilal El Obeid     |
| 26 | C    | Alsheikh Muhamed         | 14 giugno 1997              | 0     | 0    | Khartoum NC           |
| 27 | C    | Muhamed Almunzer         | 13 ottobre 2000 (21 anni)   | 0     | 0    | El Hilal El Obeid     |
| 28 | D    | Moaiad Abdeen            | 21 maggio 1996              | 3     | 0    | Alamal Atbara         |

### Guinea-Bissau
Lista dei convocati resa nota il 30 dicembre 2021.
Commissario tecnico:  Baciro Candé
| N. | Pos. | Giocatore        | Data nascita (età) | Pres. | Reti | Squadra           |
| -- | ---- | ---------------- | ------------------ | ----- | ---- | ----------------- |
| 1  | P    | Jonas Mendes     | 20 novembre 1989   | 50    | 0    | svincolato        |
| 2  | D    | Fali Candé       | 24 gennaio 1998    | 8     | 0    | Portimonense      |
| 3  | D    | Leonel Ucha      | 9 maggio 1988      | 7     | 0    | Marinhense        |
| 4  | D    | Simão Júnior     | 29 agosto 1998     | 2     | 0    | Vilafranquense    |
| 5  | C    | Panutche Camara  | 28 febbraio 1997   | 0     | 0    | Plymouth          |
| 6  | C    | Bura Nogueira    | 22 dicembre 1995   | 18    | 1    | Farense           |
| 7  | A    | Mauro Rodrigues  | 15 aprile 2001     | 2     | 0    | Sion U21          |
| 8  | C    | João Jaquité     | 22 febbraio 1996   | 15    | 0    | Vilafranquense    |
| 9  | A    | Steve Ambri      | 12 agosto 1997     | 2     | 0    | Sochaux           |
| 10 | C    | Pelé             | 29 settembre 1991  | 20    | 1    | Monaco            |
| 11 | A    | Jorginho         | 21 settembre 1995  | 18    | 2    | Wisła Płock       |
| 12 | P    | Manuel Baldé     | 14 novembre 2002   | 0     | 0    | Vizela            |
| 13 | A    | Frédéric Mendy   | 18 settembre 1988  | 21    | 6    | Vitória Setúbal   |
| 14 | D    | Fernandy Mendy   | 16 gennaio 1994    | 0     | 0    | Alloa Athletic    |
| 15 | D    | Jefferson Encada | 17 aprile 1998     | 4     | 0    | Leixões           |
| 16 | C    | Moreto Cassamá   | 16 febbraio 1998   | 12    | 0    | Stade Reims       |
| 17 | A    | Mama Baldé       | 6 novembre 1995    | 13    | 1    | Troyes            |
| 18 | A    | Piqueti          | 12 febbraio 1993   | 32    | 7    | Al-Shoalah        |
| 19 | A    | Joseph Mendes    | 30 marzo 1991      | 13    | 4    | Niort             |
| 20 | C    | Sori Mané        | 3 aprile 1996      | 16    | 0    | Moreirense        |
| 21 | D    | Nanu             | 17 maggio 1994     | 18    | 0    | Porto             |
| 22 | D    | Opa Sanganté     | 1º febbraio 1991   | 8     | 0    | Châteauroux       |
| 23 | C    | Alfa Semedo      | 30 agosto 1997     | 8     | 1    | Vitória Guimarães |
| 24 | P    | Maurice Gomis    | 10 novembre 1997   | 0     | 0    | Agia Napa         |

## Gruppo E

### Algeria
Lista dei convocati resa nota il 24 dicembre 2021.
Commissario tecnico:  Djamel Belmadi
| N. | Pos. | Giocatore               | Data nascita (età)         | Pres. | Reti | Squadra             |
| -- | ---- | ----------------------- | -------------------------- | ----- | ---- | ------------------- |
| 1  | P    | Moustapha Zeghba        | 21 novembre 1990 (31 anni) | 1     | 0    | Damac               |
| 2  | D    | Aïssa Mandi             | 22 ottobre 1991 (30 anni)  | 68    | 3    | Villarreal          |
| 3  | D    | Mehdi Tahrat            | 24 gennaio 1990 (31 anni)  | 13    | 0    | Al-Gharafa          |
| 4  | D    | Djamel Benlamri         | 25 dicembre 1989 (32 anni) | 25    | 0    | Qatar SC            |
| 5  | D    | Mohamed Amine Tougai    | 22 gennaio 2000 (21 anni)  | 0     | 0    | Espérance           |
| 6  | C    | Ramiz Zerrouki          | 26 maggio 1998 (23 anni)   | 9     | 1    | Twente              |
| 7  | A    | Riyad Mahrez            | 21 febbraio 1991 (30 anni) | 70    | 26   | Manchester City     |
| 8  | A    | Youcef Belaïli          | 14 marzo 1992 (29 anni)    | 29    | 6    | svincolato          |
| 9  | A    | Baghdad Bounedjah       | 24 novembre 1991 (30 anni) | 50    | 22   | Al-Sadd             |
| 10 | C    | Sofiane Feghouli        | 26 dicembre 1989 (32 anni) | 73    | 20   | Galatasaray         |
| 11 | A    | Yacine Brahimi          | 8 febbraio 1990 (31 anni)  | 56    | 11   | Al-Rayyan           |
| 12 | C    | Haris Belkebla          | 28 gennaio 1994 (27 anni)  | 9     | 0    | Brest               |
| 13 | A    | Islam Slimani           | 18 giugno 1988 (33 anni)   | 80    | 39   | Olympique Lione     |
| 14 | C    | Sofiane Bendebka        | 9 agosto 1992 (29 anni)    | 1     | 0    | Al-Fateh            |
| 15 | A    | Farid Boulaya           | 25 febbraio 1993 (28 anni) | 4     | 1    | Metz                |
| 16 | P    | Alexandre Oukidja       | 19 luglio 1988 (33 anni)   | 6     | 0    | Metz                |
| 17 | D    | Abdelkader Bedrane      | 2 aprile 1992 (29 anni)    | 7     | 0    | Espérance           |
| 18 | A    | Adam Ounas              | 11 novembre 1996 (25 anni) | 15    | 4    | Napoli              |
| 19 | C    | Adem Zorgane            | 6 gennaio 2000 (22 anni)   | 4     | 0    | Charleroi           |
| 20 | D    | Youcef Atal             | 17 maggio 1996 (25 anni)   | 22    | 1    | Nizza               |
| 21 | D    | Ramy Bensebaini         | 4 marzo 14 (2007 anni)     | 41    | 5    | Borussia M'gladbach |
| 22 | C    | Ismaël Bennacer         | 1º dicembre 1997 (24 anni) | 31    | 2    | Milan               |
| 23 | P    | Raïs M'Bolhi            | 25 aprile 1986 (35 anni)   | 83    | 0    | Al-Ettifaq          |
| 24 | D    | Ilyes Chetti            | 22 gennaio 1995 (26 anni)  | 2     | 0    | Espérance           |
| 25 | D    | Houcine Benayada        | 8 agosto 1992 (29 anni)    | 4     | 0    | Étoile du Sahel     |
| 26 | A    | Mohamed El Amine Amoura | 9 maggio 2000 (21 anni)    | 2     | 0    | Lugano              |
| 27 | A    | Saïd Benrahma           | 10 agosto 1995 (26 anni)   | 14    | 1    | West Ham Utd        |
| 28 | D    | Réda Halaïmia           | 28 agosto 1996 (25 anni)   | 6     | 0    | Beerschot VA        |

### Guinea Equatoriale
Lista dei convocati resa nota il 27 dicembre 2021. Il 4 gennaio 2022, Aitor Embela viene rimosso dalla lista dei convocati causa infortunio.
Commissario tecnico:  Juan Micha
| N. | Pos. | Giocatore         | Data nascita (età)          | Pres. | Reti | Squadra               |
| -- | ---- | ----------------- | --------------------------- | ----- | ---- | --------------------- |
| 1  | P    | Jesús Owono       | 1º marzo 2001 (20 anni)     | 10    | 0    | Alavés B              |
| 2  | D    | Miguel Ángel Mayé | 8 dicembre 1995 (26 anni)   | 10    | 0    | Futuro Kings          |
| 3  | D    | Marvin Anieboh    | 26 agosto 1997 (24 anni)    | 7     | 0    | Cacereño              |
| 4  | C    | Federico Bikoro   | 17 marzo 1996 (25 anni)     | 32    | 2    | Hércules              |
| 5  | D    | Cosme Anvene      | 3 marzo 1990 (31 anni)      | 11    | 0    | Deportivo Unidad      |
| 6  | A    | Ibán Salvador Edú | 11 dicembre 1995 (26 anni)  | 27    | 4    | Fuenlabrada           |
| 7  | C    | Rubén Belima      | 11 febbraio 1992 (29 anni)  | 26    | 0    | Hércules              |
| 8  | C    | José Machín       | 14 agosto 1996 (25 anni)    | 15    | 0    | Monza                 |
| 9  | A    | Óscar Siafá       | 12 settembre 1997 (24 anni) | 5     | 0    | Olympiakos Volos      |
| 10 | D    | Luis Enrique Nsue | 16 gennaio 1998 (23 anni)   | 1     | 0    | Cano Sport            |
| 11 | D    | Basilio Ndong     | 17 gennaio 1999 (22 anni)   | 23    | 0    | Start                 |
| 12 | P    | Mariano Magno Mba | 3 agosto 1999 (22 anni)     | 0     | 0    | Deportivo Unidad      |
| 13 | P    | Manuel Sapunga    | 23 novembre 1992 (29 anni)  | 0     | 0    | Futuro Kings          |
| 14 | C    | Jannick Buyla     | 6 ottobre 1998 (23 anni)    | 8     | 0    | Gimnàstic             |
| 15 | D    | Carlos Akapo      | 12 marzo 1993 (28 anni)     | 23    | 1    | Cadice                |
| 16 | D    | Saúl Coco         | 9 febbraio 1999 (22 anni)   | 9     | 2    | Las Palmas Atlético   |
| 17 | C    | Josete Miranda    | 22 luglio 1998 (23 anni)    | 25    | 2    | Nikī Volo             |
| 18 | A    | Dorian Hanza      | 12 maggio 2001 (20 anni)    | 1     | 0    | Langreo               |
| 19 | A    | Luis Nlavo        | 30 novembre 2002 (19 anni)  | 5     | 0    | Braga B               |
| 20 | C    | Santiago Eneme    | 29 settembre 2000 (21 anni) | 7     | 0    | Nantes                |
| 21 | D    | Esteban Obiang    | 7 maggio 1998 (23 anni)     | 11    | 0    | Antequera             |
| 22 | C    | Pablo Ganet       | 4 novembre 1994 (27 anni)   | 26    | 3    | Real Murcia           |
| 23 | D    | Luis Meseguer     | 7 settembre 1999 (22 anni)  | 13    | 1    | Navalcarnero          |
| 24 | C    | Álex Balboa       | 6 marzo 2001 (20 anni)      | 4     | 0    | Alavés B              |
| 25 | P    | Felipe Ovono      | 26 luglio 1993 (28 anni)    | 40    | 0    | Futuro Kings          |
| 26 | C    | Javier Akapo      | 3 settembre 1996 (25 anni)  | 1     | 0    | Ibiza Islas Pitiusas  |
| 27 | A    | Pedro Oba Asu     | 18 maggio 2000              | 8     | 1    | Futuro Kings          |
| 28 | A    | Emilio Nsue       | 30 settembre 1989 (32 anni) | 28    | 13   | svincolato (capitano) |

### Sierra Leone
Lista dei convocati resa nota il 31 dicembre 2021. L'8 gennaio 2022 Alhassan Koroma viene sostituito per infortunio da Augustus Kargbo.
Commissario tecnico:  John Keister
| N. | Pos. | Giocatore          | Data nascita (età)          | Pres. | Reti | Squadra          |
| -- | ---- | ------------------ | --------------------------- | ----- | ---- | ---------------- |
| 1  | P    | Mohamed Kamara     | 29 aprile 1999 (22 anni)    | 9     | 0    | East End Lions   |
| 2  | D    | Osman Kakay        | 25 agosto 1997 (24 anni)    | 6     | 0    | QPR              |
| 3  | D    | Kevin Wright       | 28 dicembre 1995 (26 anni)  | 3     | 0    | Örebro           |
| 4  | C    | Medo               | 16 novembre 1987 (34 anni)  | 33    | 2    | svincolato       |
| 5  | D    | Steven Caulker     | 29 dicembre 1991 (30 anni)  | 0     | 0    | Gaziantep        |
| 6  | C    | John Kamara        | 12 maggio 1988 (33 anni)    | 18    | 1    | Keşlə            |
| 7  | C    | Kwame Quee         | 9 luglio 1996 (25 anni)     | 20    | 3    | Víkingur         |
| 8  | C    | Saidu Fofanah      | 14 settembre 1997 (24 anni) | 5     | 1    | Kallon           |
| 9  | A    | Augustine Williams | 3 agosto 1997 (24 anni)     | 1     | 0    | svincolato       |
| 10 | A    | Kei Kamara         | 1º settembre 1984 (37 anni) | 35    | 7    | HIFK             |
| 11 | A    | Sullay Kaikai      | 26 agosto 1995 (26 anni)    | 1     | 0    | Wycombe          |
| 12 | A    | Alhaji Kamara      | 16 aprile 1994 (27 anni)    | 7     | 5    | Randers          |
| 13 | A    | Augustus Kargbo    | 24 agosto 1999 (22 anni)    | 2     | 0    | Crotone          |
| 14 | A    | Mohamed Buya Turay | 10 gennaio 1995 (26 anni)   | 5     | 0    | Henan S.L.       |
| 15 | D    | Yeami Dunia        | 16 dicembre 1996 (25 anni)  | 23    | 0    | East End Lions   |
| 16 | P    | Ibrahim Sesay      | 29 novembre 2001 (20 anni)  | 0     | 0    | East End Lions   |
| 17 | D    | Umaru Bangura      | 7 ottobre 1987 (34 anni)    | 46    | 4    | Neuchâtel Xamax  |
| 18 | D    | David Sesay        | 18 settembre 1998 (23 anni) | 2     | 0    | Wealdstone       |
| 19 | A    | Mustapha Bundu     | 27 febbraio 1997 (24 anni)  | 6     | 2    | Aarhus           |
| 20 | D    | Saidu Mansaray     | 21 febbraio 2001 (20 anni)  | 4     | 0    | Bo Rangers       |
| 21 | C    | Idris Kanu         | 5 dicembre 1999 (22 anni)   | 1     | 0    | Peterborough Utd |
| 22 | C    | Issa Kallon        | 3 gennaio 1996 (26 anni)    | 0     | 0    | Cambuur          |
| 23 | P    | Isaac Caulker      | 25 gennaio 1991 (30 anni)   | 0     | 0    | Kallon           |
| 24 | C    | Prince Barrie      | 18 agosto 1997 (24 anni)    | 4     | 0    | Bo Rangers       |
| 25 | D    | Daniel Francis     | 10 luglio 2002 (19 anni)    | 2     | 0    | Rot Weiss Ahlen  |
| 26 | C    | Saidu Bah Kamara   | 3 marzo 2002 (19 anni)      | 0     | 0    | Bo Rangers       |
| 27 | C    | Abu Dumbuya        | 29 gennaio 1999 (22 anni)   | 3     | 0    | East End Lions   |
| 28 | A    | Musa Noah Kamara   | 6 agosto 1999 (22 anni)     | 4     | 0    | East End Lions   |

### Costa d'Avorio
Lista dei convocati resa nota il 23 dicembre 2021. Il 31 dicembre 2021, Sylvain Gbohouo è stato rimosso dalla lista dei convocati su ordine della FIFA, in quanto sospettato di aver fatto uso proibitivo di Trimetazidina, venendo sostituito il 2 gennaio 2022 da N'Drin Ulrich Edan.
Commissario tecnico:  Patrice Beaumelle
| N. | Pos. | Giocatore              | Data nascita (età)          | Pres. | Reti | Squadra          |
| -- | ---- | ---------------------- | --------------------------- | ----- | ---- | ---------------- |
| 1  | P    | Eliezer Ira Tape       | 31 ottobre 1997 (24 anni)   | 0     | 0    | San-Pédro        |
| 2  | A    | Karim Konaté           | 21 marzo 2004 (17 anni)     | 1     | 0    | ASEC Mimosas     |
| 3  | D    | Ghislain Konan         | 27 dicembre 1995 (26 anni)  | 13    | 0    | Stade Reims      |
| 4  | C    | Jean Seri              | 19 luglio 1991 (30 anni)    | 34    | 4    | Fulham           |
| 5  | D    | Wilfried Kanon         | 6 luglio 1993 (28 anni)     | 52    | 3    | Pyramids         |
| 6  | D    | Willy Boly             | 3 febbraio 1991 (30 anni)   | 11    | 1    | Wolverhampton    |
| 7  | D    | Odilon Kossounou       | 4 gennaio 2001 (21 anni)    | 11    | 0    | Bayer Leverkusen |
| 8  | C    | Franck Kessié          | 19 dicembre 1996 (25 anni)  | 52    | 5    | Milan            |
| 9  | A    | Wilfried Zaha          | 10 novembre 1992 (29 anni)  | 21    | 5    | Crystal Palace   |
| 10 | A    | Jean Evrard Kouassi    | 25 settembre 1994 (27 anni) | 6     | 1    | Wuhan            |
| 11 | A    | Maxwel Cornet          | 27 settembre 1996 (25 anni) | 25    | 6    | Burnley          |
| 12 | C    | Habib Maïga            | 1º gennaio 1996 (26 anni)   | 11    | 0    | Metz             |
| 13 | A    | Jérémie Boga           | 3 gennaio 1997 (25 anni)    | 7     | 1    | Sassuolo         |
| 14 | D    | Simon Deli             | 27 ottobre 1991 (30 anni)   | 19    | 0    | Adana Demirspor  |
| 15 | A    | Max Gradel             | 30 novembre 1987 (34 anni)  | 91    | 15   | Sivasspor        |
| 16 | P    | N'Drin Ulrich Edan     | 19 ottobre 1992 (29 anni)   | 0     | 0    | AFAD Djekanou    |
| 17 | D    | Serge Aurier           | 24 dicembre 1992 (29 anni)  | 74    | 3    | Villarreal       |
| 18 | C    | Ibrahim Sangaré        | 2 dicembre 1997 (24 anni)   | 17    | 3    | PSV              |
| 19 | A    | Nicolas Pépé           | 29 maggio 1995 (26 anni)    | 28    | 6    | Arsenal          |
| 20 | C    | Serey Die              | 7 novembre 1984 (37 anni)   | 55    | 2    | Sion             |
| 21 | D    | Eric Bailly            | 12 aprile 1994 (27 anni)    | 41    | 2    | Manchester Utd   |
| 22 | A    | Sébastien Haller       | 22 giugno 1994 (27 anni)    | 8     | 3    | Ajax             |
| 23 | P    | Badra Ali Sangaré      | 30 maggio 1986 (35 anni)    | 17    | 0    | JDR Stars        |
| 24 | A    | Christian Kouamé       | 6 dicembre 1997 (24 anni)   | 10    | 0    | Anderlecht       |
| 25 | C    | Hamed Traorè           | 16 febbraio 2000 (21 anni)  | 3     | 0    | Sassuolo         |
| 26 | P    | Abdoul Karim Cissé     | 20 ottobre 1986 (35 anni)   | 6     | 0    | ASEC Mimosas     |
| 27 | C    | Jean-Daniel Akpa-Akpro | 11 ottobre 1992 (29 anni)   | 17    | 0    | Lazio            |
| 28 | A    | Yohan Boli             | 17 novembre 1993 (28 anni)  | 11    | 0    | Al-Rayyan        |

## Gruppo F

### Tunisia
Lista dei convocati resa nota il 30 dicembre 2021. Il 4 gennaio 2022 è stato annunciato che Youssef Msakni e Seifeddine Jaziri sono risultati positivi al COVID-19 ma la Federazione calcistica della Tunisia non è stata autorizzata dalla CAF a sostituirli prima dell'inizio del torneo. Il 5 gennaio 2022 Mohamed Ben Larbi viene sostituito per infortunio da Issam Jebali.
Commissario tecnico:  Mondher Kebaier
| N. | Pos. | Giocatore                | Data nascita (età)         | Pres. | Reti | Squadra             |
| -- | ---- | ------------------------ | -------------------------- | ----- | ---- | ------------------- |
| 1  | P    | Farouk Ben Mustapha      | 1º luglio 1989 (32 anni)   | 43    | 0    | Espérance           |
| 2  | D    | Bilel Ifa                | 9 marzo 1990 (31 anni)     | 26    | 0    | Club Africain       |
| 3  | D    | Montassar Talbi          | 26 maggio 1998 (23 anni)   | 10    | 0    | Rubin               |
| 4  | D    | Omar Rekik               | 20 dicembre 2001 (20 anni) | 1     | 0    | Arsenal             |
| 5  | D    | Oussama Haddadi          | 28 gennaio 1992 (29 anni)  | 27    | 0    | Yeni Malatyaspor    |
| 6  | D    | Dylan Bronn              | 19 giugno 1995 (26 anni)   | 33    | 2    | Metz                |
| 7  | A    | Youssef Msakni           | 28 ottobre 1990 (31 anni)  | 77    | 14   | Al-Arabi (capitano) |
| 8  | C    | Saîf-Eddine Khaoui       | 27 aprile 1995 (26 anni)   | 24    | 4    | Clermont Foot       |
| 9  | A    | Yoann Touzghar           | 28 novembre 1986 (35 anni) | 5     | 1    | Troyes              |
| 10 | A    | Wahbi Khazri             | 8 febbraio 1991 (30 anni)  | 65    | 22   | Saint-Étienne       |
| 11 | A    | Seifeddine Jaziri        | 12 febbraio 1993 (28 anni) | 18    | 8    | Zamalek             |
| 12 | D    | Ali Maâloul              | 1º gennaio 1990 (32 anni)  | 74    | 2    | Al-Ahly             |
| 13 | D    | Ali Abdi                 | 20 dicembre 1993 (28 anni) | 4     | 0    | Caen                |
| 14 | C    | Hannibal Mejbri          | 21 gennaio 2003 (18 anni)  | 9     | 0    | Manchester Utd      |
| 15 | C    | Mohamed Ali Ben Romdhane | 6 settembre 1999 (22 anni) | 15    | 0    | Espérance           |
| 16 | P    | Aymen Dahmen             | 28 gennaio 1997 (24 anni)  | 1     | 0    | Sfaxien             |
| 17 | C    | Ellyes Skhiri            | 10 maggio 1995 (26 anni)   | 40    | 3    | Colonia             |
| 18 | C    | Ghailene Chaalali        | 28 febbraio 1994 (27 anni) | 25    | 1    | Espérance           |
| 19 | C    | Hamza Rafia              | 22 aprile 1999 (22 anni)   | 15    | 0    | Standard Liegi      |
| 20 | D    | Mohamed Dräger           | 25 giugno 1996 (25 anni)   | 24    | 3    | Nottingham Forest   |
| 21 | D    | Hamza Mathlouthi         | 25 luglio 1992 (29 anni)   | 34    | 0    | Zamalek             |
| 22 | P    | Bechir Ben Saïd          | 29 novembre 1994 (27 anni) | 0     | 0    | Monastir            |
| 23 | A    | Naïm Sliti               | 27 luglio 1992 (29 anni)   | 59    | 12   | Al-Ettifaq          |
| 24 | D    | Mohamed Amine Ben Hamida | 15 dicembre 1995 (26 anni) | 6     | 0    | Espérance           |
| 25 | C    | Anis Ben Slimane         | 16 marzo 2001 (20 anni)    | 14    | 4    | Brøndby             |
| 26 | P    | Ali Jemal                | 9 giugno 1990 (31 anni)    | 0     | 0    | Étoile du Sahel     |
| 27 | C    | Issam Jebali             | 25 dicembre 1991 (30 anni) | 3     | 0    | Odense              |
| 28 | C    | Aïssa Laïdouni           | 13 dicembre 1996 (25 anni) | 11    | 1    | Ferencváros         |

### Mali
Lista dei convocati resa nota il 27 dicembre 2021.
Commissario tecnico:  Mohamed Magassouba
| N. | Pos. | Giocatore         | Data nascita (età)         | Pres. | Reti | Squadra           |
| -- | ---- | ----------------- | -------------------------- | ----- | ---- | ----------------- |
| 1  | P    | Ibrahim Mounkoro  | 23 febbraio 1990 (31 anni) | 8     | 0    | TP Mazembe        |
| 2  | D    | Hamari Traoré     | 27 gennaio 1992 (29 anni)  | 36    | 1    | Rennes            |
| 3  | D    | Charles Traoré    | 1º gennaio 1992 (30 anni)  | 8     | 0    | Nantes            |
| 4  | C    | Amadou Haidara    | 31 gennaio 1998 (23 anni)  | 21    | 2    | RB Lipsia         |
| 5  | D    | Boubakar Kouyaté  | 15 aprile 1997 (24 anni)   | 10    | 0    | Metz              |
| 6  | D    | Massadio Haïdara  | 2 dicembre 1992 (29 anni)  | 7     | 0    | Lens              |
| 7  | C    | Moussa Doumbia    | 15 agosto 1994 (27 anni)   | 30    | 5    | Stade Reims       |
| 8  | C    | Diadie Samassékou | 11 gennaio 1996 (25 anni)  | 21    | 1    | Hoffenheim        |
| 9  | A    | El Bilal Touré    | 7 ottobre 1996 (25 anni)   | 9     | 2    | Stade Reims       |
| 10 | A    | Kalifa Coulibaly  | 21 agosto 1991 (30 anni)   | 26    | 5    | Nantes            |
| 11 | C    | Lassana Coulibaly | 10 aprile 1996 (25 anni)   | 26    | 0    | Salernitana       |
| 12 | D    | Moussa Sissako    | 10 novembre 2000 (21 anni) | 2     | 0    | Standard Liegi    |
| 13 | D    | Senou Coulibaly   | 4 settembre 1994 (27 anni) | 3     | 0    | Digione           |
| 14 | C    | Adama M. Traoré   | 5 giugno 1995 (26 anni)    | 41    | 8    | Sheriff Tiraspol  |
| 15 | D    | Mamadou Fofana    | 21 gennaio 1998 (23 anni)  | 22    | 2    | Amiens            |
| 16 | P    | Djigui Diarra     | 27 febbraio 1995 (26 anni) | 48    | 0    | Young Africans    |
| 17 | D    | Falaye Sacko      | 1º maggio 1995 (26 anni)   | 20    | 1    | Vitória Guimarães |
| 18 | A    | Ibrahima Koné     | 16 giugno 1999 (22 anni)   | 6     | 8    | Sarpsborg         |
| 19 | C    | Moussa Djenepo    | 15 giugno 1998 (23 anni)   | 21    | 3    | Southampton       |
| 20 | C    | Yves Bissouma     | 30 agosto 1996 (25 anni)   | 16    | 3    | Brighton          |
| 21 | C    | Adama N. Traoré   | 28 giugno 1995 (26 anni)   | 23    | 3    | Hatayspor         |
| 22 | P    | Ismael Diawara    | 11 novembre 1994 (27 anni) | 1     | 0    | Malmö FF          |
| 23 | C    | Aliou Dieng       | 16 ottobre 1997 (24 anni)  | 18    | 1    | Al-Ahly           |
| 24 | D    | Issaka Samaké     | 20 ottobre 1994 (27 anni)  | 6     | 0    | Horoya            |
| 25 | A    | Lassine Sinayoko  | 8 dicembre 1999 (22 anni)  | 4     | 0    | Auxerre           |
| 26 | C    | Mohamed Camara    | 6 gennaio 2000 (22 anni)   | 7     | 1    | Salisburgo        |
| 27 | C    | Rominigue Kouamé  | 7 dicembre 1996 (25 anni)  | 10    | 0    | Troyes            |
| 28 | C    | Hamidou Traoré    | 7 ottobre 1996 (25 anni)   | 1     | 0    | Giresunspor       |

### Mauritania
Lista dei convocati resa nota il 31 dicembre 2021.
Commissario tecnico:  Didier Gomes Da Rosa
| N. | Pos. | Giocatore            | Data nascita (età)          | Pres. | Reti | Squadra                    |
| -- | ---- | -------------------- | --------------------------- | ----- | ---- | -------------------------- |
| 1  | P    | M'Backé N'Diaye      | 19 dicembre 1994 (27 anni)  | 0     | 0    | Nouakchott Kings           |
| 2  | D    | Souleymane Karamoko  | 29 luglio 1992 (29 anni)    | 0     | 0    | Nancy                      |
| 3  | D    | Aly Abeid            | 11 dicembre 1997 (24 anni)  | 41    | 2    | Valenciennes               |
| 4  | D    | Harouna Abou Demba   | 31 dicembre 1991 (30 anni)  | 15    | 0    | svincolato                 |
| 5  | D    | Abdoul Ba            | 8 febbraio 1994 (27 anni)   | 48    | 0    | Al-Ahly Tripoli (capitano) |
| 6  | C    | Khassa Camara        | 22 ottobre 1992 (29 anni)   | 43    | 2    | NorthEast United           |
| 7  | A    | Idrissa Thiam        | 2 settembre 2000            | 2     | 0    | ASAC Concorde              |
| 8  | C    | Guessouma Fofana     | 17 dicembre 1992 (29 anni)  | 4     | 0    | CFR Cluj                   |
| 9  | A    | Hemeya Tanjy         | 1º maggio 1998              | 22    | 2    | Nouadhibou                 |
| 10 | A    | Adama Ba             | 27 agosto 1993 (28 anni)    | 40    | 6    | RS Berkane                 |
| 11 | A    | Oumar Camara         | 19 agosto 1992 (29 anni)    | 5     | 0    | Beroe                      |
| 12 | C    | Almike N'Diaye       | 26 ottobre 1996             | 7     | 1    | GOAL FC                    |
| 13 | D    | Diadié Diarra        | 23 gennaio 1993 (28 anni)   | 10    | 0    | GOAL FC                    |
| 14 | C    | Mohamed Dellahi Yali | 1º novembre 1997            | 49    | 2    | svincolato                 |
| 15 | D    | Houssen Abderrahmane | 3 febbraio 1995 (26 anni)   | 13    | 0    | Francs Borains             |
| 16 | P    | Mohamed El Mokhtar   | 10 ottobre 2002 (19 anni)   | 0     | 0    | Douanes                    |
| 17 | C    | Abdallahi Mahmoud    | 4 maggio 2000               | 13    | 0    | Istria 1961                |
| 18 | C    | Yacoub Sidi Ethmane  | 10 dicembre 1995            | 6     | 1    | Vita Club                  |
| 19 | A    | Souleymane Doukara   | 29 settembre 1991 (30 anni) | 0     | 0    | Giresunspor                |
| 20 | D    | Abdoulkader Thiam    | 3 ottobre 1998 (23 anni)    | 8     | 0    | Boulogne                   |
| 21 | D    | El Hassen Houeibib   | 31 ottobre 1993 (28 anni)   | 4     | 0    | Al-Zawraa                  |
| 22 | P    | Babacar Diop         | 17 settembre 1995 (26 anni) | 5     | 0    | Nouadhibou                 |
| 23 | C    | Mouhamed Soueid      | 31 dicembre 1991            | 6     | 0    | Nouadhibou                 |
| 24 | C    | Ibréhima Coulibaly   | 30 agosto 1989 (32 anni)    | 13    | 0    | Le Mans                    |
| 25 | A    | Pape Ibnou Ba        | 5 gennaio 1993 (29 anni)    | 0     | 0    | Le Havre                   |
| 26 | C    | Bodda Mouhsine       | 18 giugno 1994              | 0     | 0    | Nouadhibou                 |
| 27 | A    | Aboubakar Kamara     | 7 marzo 1995 (26 anni)      | 5     | 1    | Arīs Salonicco             |
| 28 | C    | Beyatt Lekweiry      | 11 aprile 2005 (16 anni)    | 0     | 0    | Douanes                    |

### Gambia
Lista dei convocati resa nota il 21 dicembre 2021.
Commissario tecnico:  Tom Saintfiet
| N. | Pos. | Giocatore           | Data nascita (età)         | Pres. | Reti | Squadra           |
| -- | ---- | ------------------- | -------------------------- | ----- | ---- | ----------------- |
| 1  | P    | Modou Jobe          | 27 ottobre 1988 (33 anni)  | 26    | 0    | Black Leopards    |
| 2  | C    | Yusupha Bobb        | 22 giugno 1996 (25 anni)   | 10    | 0    | Piacenza          |
| 3  | C    | Ablie Jallow        | 14 novembre 1998 (23 anni) | 16    | 3    | Seraing           |
| 4  | C    | Dawda Ngum          | 2 settembre 1990 (31 anni) | 18    | 0    | Brønshøj          |
| 5  | D    | Omar Colley         | 24 ottobre 1992 (29 anni)  | 32    | 0    | Sampdoria         |
| 6  | C    | Sulayman Marreh     | 15 gennaio 1996 (25 anni)  | 24    | 1    | Gent              |
| 7  | A    | Lamin Jallow        | 22 luglio 1994 (27 anni)   | 17    | 1    | Fehérvár          |
| 8  | C    | Ebrima Darboe       | 6 giugno 2001 (20 anni)    | 6     | 0    | Roma              |
| 9  | A    | Assan Ceesay        | 17 marzo 1994 (27 anni)    | 23    | 11   | Zurigo            |
| 10 | C    | Musa Barrow         | 14 novembre 1998 (23 anni) | 17    | 2    | Bologna           |
| 11 | C    | Modou Barrow        | 13 ottobre 1993 (28 anni)  | 12    | 2    | Jeonbuk Hyundai   |
| 12 | D    | James Gomez         | 14 novembre 2001 (20 anni) | 4     | 1    | Horsens           |
| 13 | D    | Pa Modou Jagne      | 26 dicembre 1989 (32 anni) | 38    | 2    | Dietikon          |
| 14 | D    | Noah Sonko Sundberg | 6 giugno 1996 (25 anni)    | 6     | 0    | Levski Sofia      |
| 15 | C    | Ebrima Sohna        | 14 dicembre 1988 (33 anni) | 37    | 3    | Fortune           |
| 16 | D    | Mohammed Mbye       | 18 giugno 1989 (32 anni)   | 13    | 0    | Ifö Bromölla IF   |
| 17 | C    | Bubacarr Jobe       | 21 novembre 1994 (27 anni) | 11    | 3    | Norrby            |
| 18 | P    | Baboucarr Gaye      | 24 febbraio 1998 (23 anni) | 5     | 0    | Coblenza          |
| 19 | A    | Ebrima Colley       | 1º febbraio 2000 (21 anni) | 10    | 0    | Spezia            |
| 20 | A    | Bubacarr Trawally   | 10 novembre 1994 (27 anni) | 14    | 0    | Ajman             |
| 21 | D    | Saidy Janko         | 22 ottobre 1995 (26 anni)  | 3     | 0    | Real Valladolid   |
| 22 | P    | Sheikh Sibi         | 21 febbraio 1998 (23 anni) | 3     | 0    | Virtus Verona     |
| 23 | A    | Muhammed Badamosi   | 27 dicembre 1998 (23 anni) | 10    | 1    | Kortrijk          |
| 24 | A    | Dembo Darboe        | 17 agosto 1998 (23 anni)   | 2     | 0    | Šachcër Salihorsk |
| 25 | D    | Bubacarr Sanneh     | 14 novembre 1994 (27 anni) | 26    | 1    | Anderlecht        |
| 26 | D    | Ibou Touray         | 24 dicembre 1994 (27 anni) | 7     | 0    | Salford City      |
| 27 | A    | Yusupha Njie        | 3 gennaio 1994 (28 anni)   | 2     | 0    | Boavista          |
| 28 | C    | Ebou Adams          | 15 gennaio 1996 (25 anni)  | 8     | 0    | Forest Green      |